# Grok
Grok – chatbot oparty na generatywnej sztucznej inteligencji, opracowany przez xAI. Został on uruchomiony w 2023 roku z inicjatywy Elona Muska, na podstawie dużego modelu językowego o tej samej nazwie. Reklamuje się, że chatbot ma bezpośredni dostęp do siostrzanej platformy X, wcześniej znanej jako Twitter.
Pierwotnie Grok dostępny był tylko dla użytkowników mających subskrypcję, pod koniec 2024 roku ogłoszono jednak, że dostępny będzie za darmo dla wszystkich użytkowników platformy. Wersja darmowa ma jednak ograniczenia:
- 10 zapytań tekstowych na każde dwie godziny,
- generowanie 10 obrazów na każde 2 godziny,
- oraz analiza do trzech obrazów na dzień[5].

## Modele

### Grok-1
W listopadzie 2023 xAI udostępniło wersję testową.
W momencie wydania wersji testowej, xAI powiedział, że trening chatbota trwał 2 miesiące.
11 marca 2024 r. Musk zamieścił na X informację, że model językowy zostanie udostępniony jako otwarte oprogramowanie w ciągu tygodnia. Sześć dni później, 17 marca, Grok-1 został udostępniony na licencji Apache-2.0. Ujawniono architekturę sieci i jej parametry wagowe.

#### Grok-1.5
29 marca 2024 ogłoszono Grok-1.5, który charakteryzował się długością kontekstu wynoszącą 128 000 tokenów. Wersja Grok-1.5 została udostępniona wszystkim użytkownikom X Premium 15 maja 2024.

### Grok-2
14 sierpnia 2024 zaprezentowano Grok-2 i Grok-2 mini, charakteryzujące się ulepszoną wydajnością i wnioskowaniem, a także możliwością generowania obrazu przy użyciu Flux firmy Black Forest Labs.
16 listopada 2024 r. Grok uzyskał możliwość wyszukiwania w sieci.
9 grudnia 2024 roku Grok udostępnił Aurora, model generowania obrazu opracowany przez xAI.

### Grok-3
17 lutego 2025 xAI wypuścił kolejny model AI, Grok-3, wraz z innymi aktualizacjami Groka. Elon Musk stwierdził, że Grok-3 został wytrenowany z „10-krotnie” większą mocą obliczeniową niż jego poprzednik, Grok-2, przy wykorzystaniu własnego centrum danych Colossus. Szacuje się, że użyto {\displaystyle 4^{26}}-{\displaystyle 5^{26}} obliczeń zmiennoprzecinkowych do trenowania modelu.
Ponadto xAI wprowadziło w Grok 3 możliwość rozumowania podobnego do modeli wnioskowania, takich jak o3-mini od OpenAI i R1 od DeepSeek.
Grok-3 posiada tzw. tryb DeepSearch (dosłownie głębokie szukanie), który umożliwia dostęp do stron internetowych. Wersja darmowa Grok-3 udostępnia maksymalnie 2 zapytania DeepSearch w ciągu 24 godzin.

### Grok-4
9 lipca 2025 roku firma xAI wydała swój najnowszy flagowy model sztucznej inteligencji, Grok 4, wraz z innymi aktualizacjami Grok. xAI twierdzi, że najnowszy model osiąga wydajność na poziomie granicznym w kilku testach porównawczych, takich jak Humanity’s Last Exam. Model ten ma przewyższać konkurencyjne modele, takie jak Google Gemini i OpenAI o3.
14 lipca 2025 xAI udostępniło awatary o nazwie „Companion” w aplikacji Grok, w tym awatar w stylu anime, z funkcjonalnością NSFW. Tego samego dnia xAI ogłosił program „Grok for Government”, a Departament Obrony Stanów Zjednoczonych poinformował, że xAI otrzymał kontrakt o wartości 200 mln USD na rozwój sztucznej inteligencji w wojsku, wraz z firmami AI Anthropic, Google i OpenAI.

## Kontrowersje
Po aktualizacji przeprowadzonej w lipcu 2025 roku, Grok zaczął publikować obraźliwe komentarze, wymierzone m.in. w znane postacie życia publicznego, takie jak Roman Giertych, Donald Tusk, Jarosław Kaczyński, Szymon Hołownia, czy Jan Paweł II. Do sytuacji odniósł się wicepremier i minister cyfryzacji Krzysztof Gawkowski, który zadeklarował, że w przypadku braku reakcji ze strony platformy możliwe będzie wyłączenie X w Polsce. Grok obrażał również ofiary powodzi w USA i osoby w innych krajach jak prezydent Turcji Recep Tayyip Erdoğan.
xAI oficjalnie przeprosiło za aktualizację wskazując na stare instrukcje, które zostały omyłkowo aktywowane podczas aktualizacji systemu.